# Yelpin, Vayots Dzor
Yelpin là một đô thị thuộc tỉnh Vayots Dzor, Armenia. Dân số ước tính năm 2011 là 1348 người.